# Thieberg
Der Thieberg ist ein etwa 8 km langer und bis zu 2 km breiter, abgerundeter Höhenzug im nordöstlichen Westmünsterland, der sich von links der Ems in der Stadt Rheine bis nordwestlich von Neuenkirchen erstreckt. Der aus Kalkgestein bestehende Bergrücken überragt das umliegende Gebiet um bis zu 40 Meter und wird seit vielen Jahrhunderten ackerbaulich genutzt.

## Lage

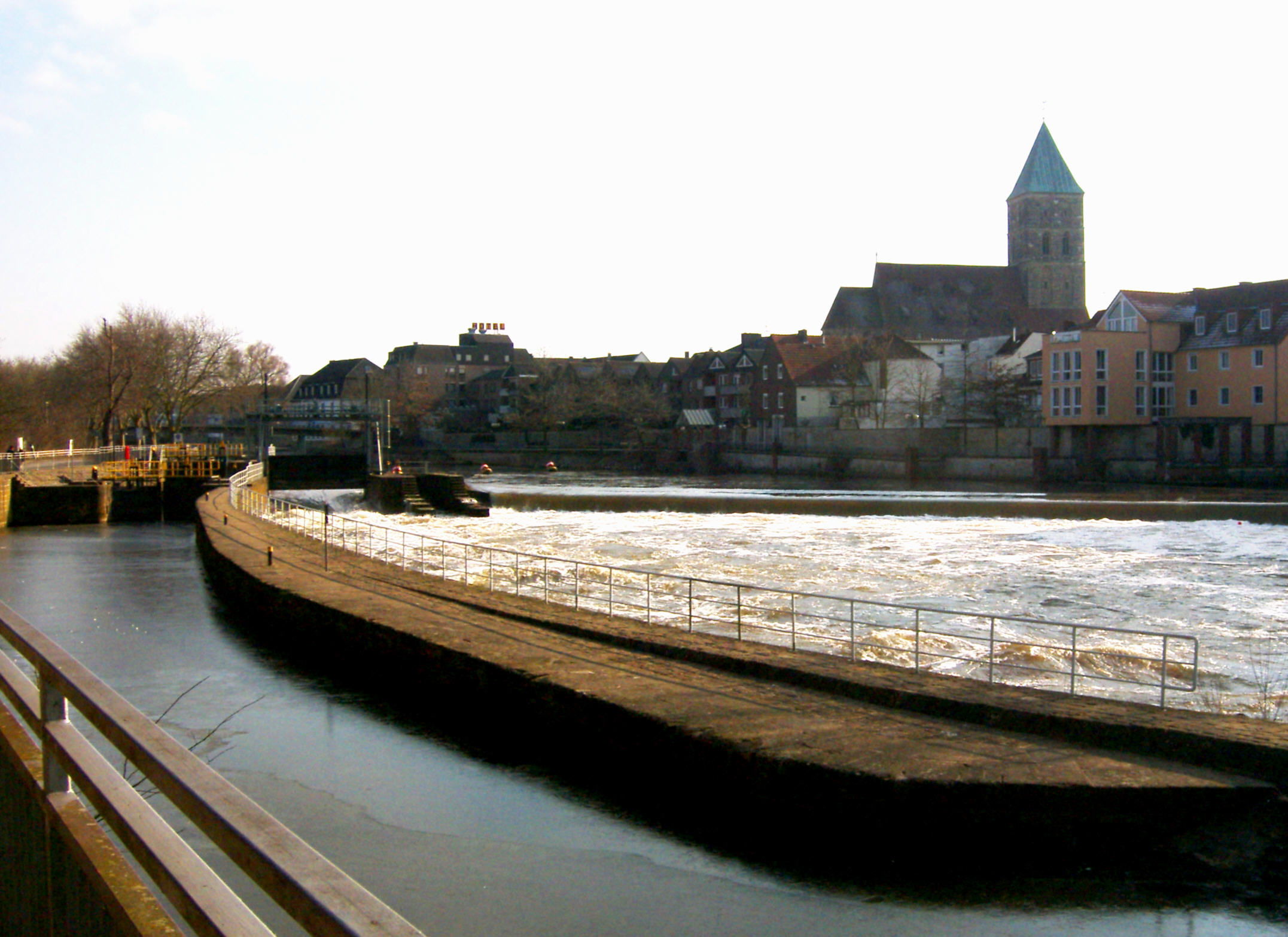
Blick von der Ems auf die Stadtkirche in Rheine, die auf dem östlichen Kalksporn des Thieberges gegründet ist

Der waldfreie Thieberg liegt westlich der Ems und beginnt in der Stadt Rheine. Die Ems durchbricht an einer tektonischen Schwachstelle den Kalkrücken, dessen östliche Fortsetzung Stadtberg genannt wird. Auf dem östlichen Kalksporn des Thieberges ist die Rheiner Stadtkirche (St. Dionysius) erbaut. In westlicher Richtung steigt der Höhenzug bis zur Hünenborg im Rheiner Stadtteil Wadelheim auf 69 m über NN an.

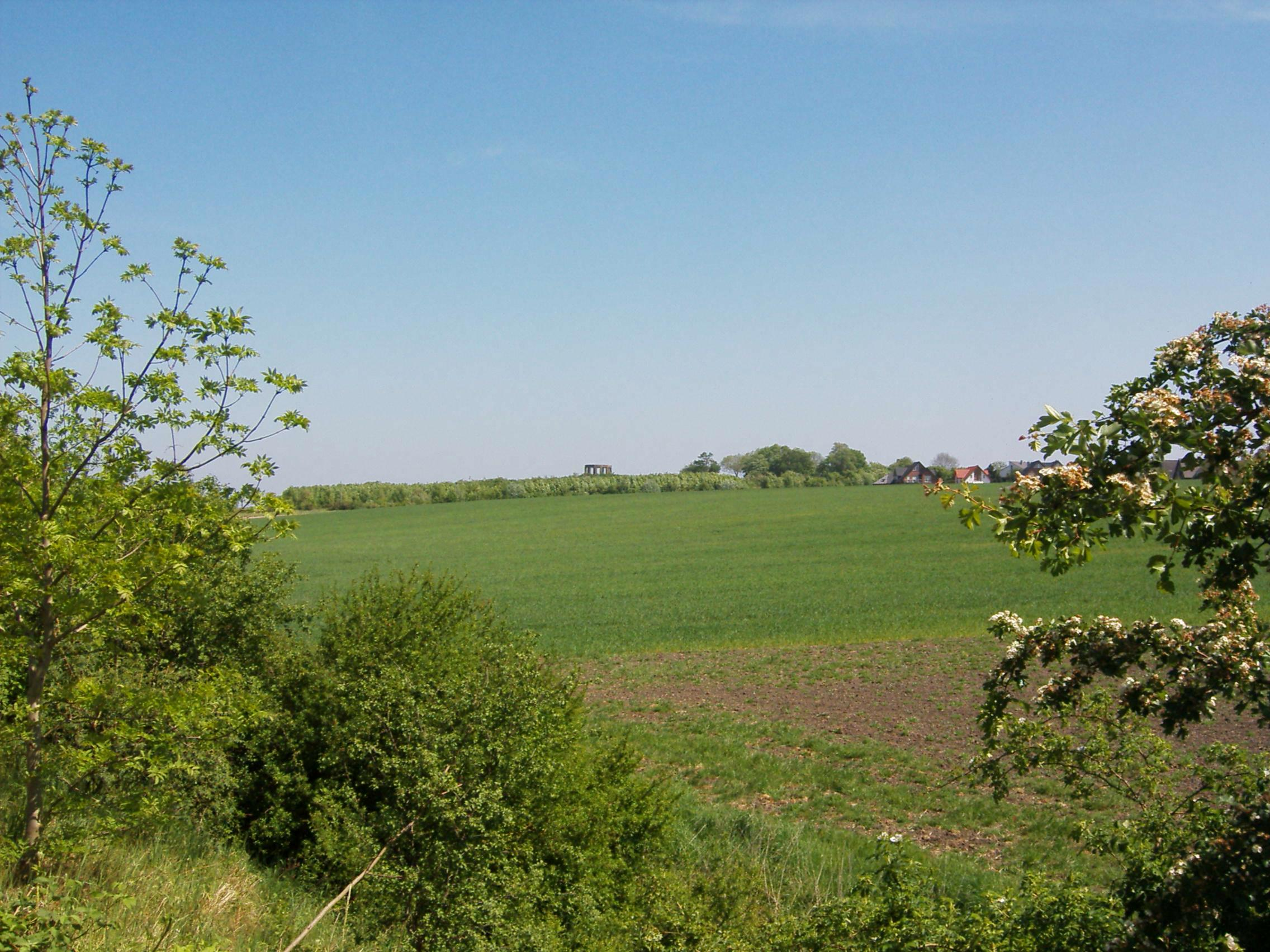
Die Hünenborg auf dem Thieberg in Wadelheim

Zwischen den Rheiner Ortsteilen Dutum und Wadelheim zieht sich der Höhenzug weiter in Richtung Südwesten. Aus Südosten kommend, geht hier der Waldhügel in den Thieberg über. Nur wenig weiter westlich, beim Kalkwerk Breckweg, erreicht der Höhenzug Neuenkirchener Gebiet. Nördlich des Ortskern von Neuenkirchen und der Bauerschaft Landersum liegt der höchste Punkt mit 84 m über Normalnull. Die ursprüngliche Bezeichnung dieser höchsten Erhebung der Gemeinde Neuenkirchen war Donnerhügel, sie ist aber jetzt unter der Bezeichnung Neuenkirchener Berg in den Katasterkarten verzeichnet. Im weiteren westlichen Verlauf fällt das Gelände zum Münsterländer Kiessandzug ab und endet in der Neuenkirchener Bauerschaft Offlum. Die Südseite des Höhenzuges ist lang gestreckt und sanft ansteigend, während die nördliche Flanke deutlich steiler abfällt.

## Name
Der Name Thie in Thieberg stammt aus vorchristlicher Zeit und deutet auf eine Thingstätte (Burgericht) hin. Mit großer Wahrscheinlichkeit wurde auf dem Höhenzug auch die altsächsische Götterdreiheit Tyr (Tiu, Thie), Odin (Wodan, Wodanheim = Wadelheim) und Thor (Donar, Donnerhügel) verehrt.

## Geologie
Das Gestein des Thieberges entstand in der Kreidezeit vor 85 bis 95 Millionen Jahren am Boden eines warmen flachen Meeres. Es bildeten sich über 80 Meter mächtige Ablagerungen von kalkhaltigem Schlamm der sich im Laufe der Zeit zu plattigen Kalksteinen verfestigte. In den Kalksteinen finden sich häufig Abdrücke von Muscheln, Ammoniten und Seeigeln. Auch Pyritadern durchziehen stellenweise das Gestein, häufiger sind allerdings Pyritkristalle in kugeliger Form und Markasitknollen.
| - Pyrit und Markasit - Ausgewitterte Pyritknollen, gefunden auf Äckern - Pyrit- und Markasitknollen frisch aus dem Kalkgestein (Katzengold) - Pyritkristalle in Kalkgestein |

Rhotomagense-Kalk aus dem Cenomanium ist am weitesten verbreitet. Die hohe Reinheit des Kalkgestein veranlasste schon in der Vergangenheit viele Flächenbesitzer zum Kalkabbau. Es entstanden viele kleine Kalkgruben, an denen auch Kalk gebrannt wurde. Heute besteht ein größeres Kalkwerk an der Grenze zwischen Rheine und Neuenkirchen. Eine Besonderheit ist der natürlich-hydraulische Kalk der aus dem Gestein hergestellt wird. Er findet Verwendung bei der Restaurierung von historischer Bausubstanz, so zum Beispiel beim „Neuen Museum“ in Berlin.
| - Aufschlüsse am Thieberg - Steilufer an der Ems in Rheine - Steinbruch auf dem Thieberg - Kalkwerk mit aufgelassenem Steinbruch |

Aufschlüsse des Gesteins befinden sich in den Kalkgruben, in der Nähe des Emswehres in Rheine, an Geländeeinschnitten der ehemaligen Bahnstrecke Rheine–Ochtrup und am Straßeneinschnitt der Bundesstraße 70 in der Nähe des Kalkwerkes.

## Boden
Durch die Verwitterung des Kalkstein entstanden Rendzinen und Kalkmergelböden. Angereichert mit Residuallehm und -ton bildeten sich teilweise schwere, ertragreiche Ackerböden, die allerdings oft recht flachgründig sind und in Trockenzeiten tiefe Risse ausbilden. Der hohe Kalkgehalt des Bodens mit pH-Werten bis über 7,0 führt zu stabiler Krümelstruktur, die schon in der Frühzeit Ackerbau ermöglichte.
| - Kalkhaltiger Verwitterungsboden auf dem Thieberg - Ackerboden mit Kalksteinen und Muschelabdruck - Getreideacker mit Trockenrissen |

Die Flächen waren daher sehr geschätzt und werden seit Jahrhunderten für den Getreideanbau genutzt. In den tieferen Lagen kommt auch Geschiebelehm und Flugsand vor. Durch Plaggendüngung ist es zur Bildung guter Eschböden gekommen. So entstand hier schon vor langer Zeit die größte zusammenhängende baum- und strauchlose Ackerfläche des Münsterlandes. Aus diesem Grunde bietet der Neuenkirchener Berg einen ungehinderten Rundumblick bis zum Horizont.

## Rundsicht
Bei guter Fernsicht sind vom Thieberg aus viele markante Objekte in der Umgebung zu erkennen.
- Im Osten,

liegt die Stadt Rheine mit den Kirchtürmen der Stadtkirche und der St. Antonius Basilika.
- Im Südosten,

ist der Schornstein des Kohlekraftwerkes in Ibbenbüren zu sehen. Der zugehörige Kühlturm wurde am 6. April 2025 abgerissen, der Schornstein soll im Oktober 2025 folgen, und gesprengt werden. Davor liegt der Teutoburger Wald und der Waldhügel in Rheine.
- Im Süden,

zeigt sich Neuenkirchen mit der St.-Anna-Kirche und die Windräder in den Windparks von Catenhorn, St. Arnold, Wilmsberg und Hollich.
- Im Südwesten,

liegt der Offlumer See und am Horizont sind neben vielen Windrädern auf den Baumbergen auch die Sendetürme Fernmeldeturm Schöppingen und Mobilfunkturm Schöppinger Berg auf dem Schöppinger Berg zu sehen.
- Im Westen,

liegt der Rothenberger Berg.
- Im Nordwesten,

befindet sich die Stadt Bad Bentheim mit der Burg und etwas westlich davor sind die Windparks von Ohne und Bilk.
- Im Norden,

ist die Gemeinde Salzbergen mit der Erdölraffinerie und der Müllverbrennungsanlage, dahinter ist der Kühlturm des Kernkraftwerkes in Lingen sichtbar.
- Im Nordosten,

sind weitere Windparks auszumachen und Hochsilos am Dortmund-Ems-Kanal in Spelle sind zu erkennen.
| - Rundsicht - Felder am Thieberg - Stadt Rheine - Stadt Ibbenbüren mit dem Kohlekraftwerk - Neuenkirchen mit der St. Anna Kirche - Offlumer See und Windkraftanlagen auf den Baumbergen - Bad Bentheim mit der Burg - Stadt Lingen mit dem Kernkraftwerk - Alter Postdamm auf der Nordseite des Thieberges |